# Klimov GTD-350
Klimov GTD-350 là loại động cơ tuốc bin trục do Cục thiết kế Isotov phát triển vào năm 1963 cho loại trực thăng hạng nhẹ Mil Mi-2 do Cục thiết kế Mil phát triển. Klimov và PZL đã tiến hành sản xuất hàng loạt loại động cơ này cho đến cuối những năm 1990. Với thiết kế và vận hành tốt trên các chiếc Mi-2 mà động này đã trở thành loại động cơ cũng được dùng để gắn trên các mẫu trực thăng hạng nhẹ của các nước khác.
Hơn 11.000 động cơ đã được chế tạo để sử dụng trên các mẫu Mi-2 cho hơn chục nước với tổng chung số giờ hoạt động của chúng là hơn 20 triệu. Klimov là hãng đảm nhận việc bảo trì và kéo dài thời gian sử dụng của các động cơ.